# Stena Spirit

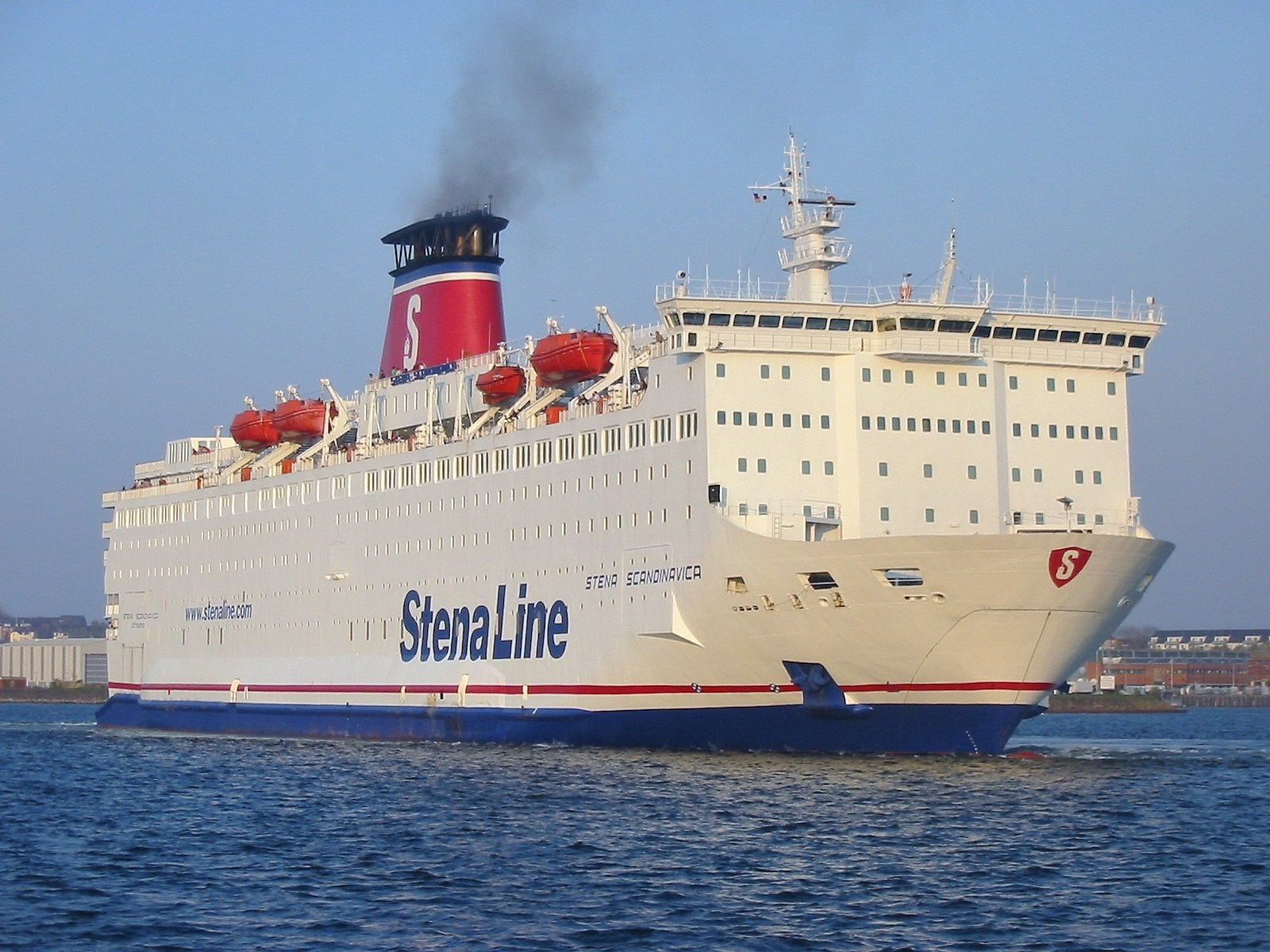
Пором «Stena Spirit»

«Stena Spirit» — великий круїзний пором, що зареєстрований на Багамських Островах і який приналежить компанії Stena Line. Був зданий в експлуатацію у 1988 році як Stena Scandinavica, і, після капітального ремонту в Гетеборзі, в даний час знаходиться на обслуговуванні між Карлскрунею і Ґдинею.

## Історія
Stena Scandinavica був другим із чотирьох поромів, замовлених у 1980 році Stena Line для скандинавських маршрутів.  Вона була спущена на воду в 1983 році як Stena Germanica, але проблеми на будівельному майданчику затримали її завершення до 1988 року, коли вона вступила на службу на маршруті Гетеборг – Кіль, приєднавшись до своєї сестри Stena Germanica (тепер Stena Vision ). Решта два корпуси планувалося бути Stena Polonica (завершено для ANEK Lines як El Venizelos ) і Stena Baltica (тепер Regent Sky; подовжено понад 50 м, але так і не завершено ).

## Аварія в Гдині
17 травня 2012 року о 8:45 ранку, Stena Spirit, відходячи від порту польського міста Ґдиня на шляху до Карлскруну, задів величезний контейнерний кран. Кран впав на причал і заштабельовані контейнери, троє вантажників були поранені, двоє з них серйозно, постраждав один член екіпажу. Пором повернувся назад у порт, однак вже увечері пішов у рейс. На його борту було 120 пасажирів і 49 чоловік екіпажу.
Станом за 2012 рік — проводиться повне розслідування, щоб визначити і встановити причину аварії.